# 골든 이어링 (영화)
골든 이어링(Golden Earrings)은 미국에서 제작된 밋첼 레이슨 감독의 1947년 모험, 멜로/로맨스 영화이다. 레이 밀렌드 등이 주연으로 출연하였고 해리 튜겐드 등이 제작에 참여하였다.

## 출연

### 주연
- 레이 밀렌드
- 마를렌 디트리히

### 조연
- 머빈 바이
- 브루스 레스터
- 데니스 호이
- 쿠엔틴 레이놀즈
- 라인홀트 쉰첼
- 이반 트리에졸트
- 헤르민 스터러

## 제작진
- 의상: 메리 케이 돗슨